# أدوناي

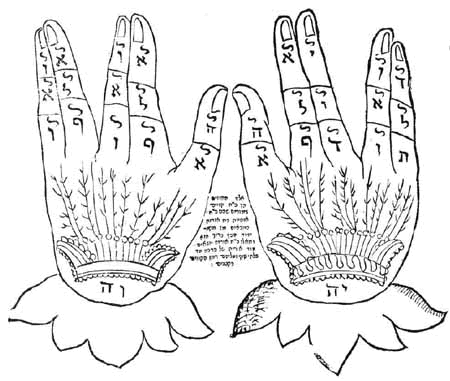

أدوناي (عبرية אֲדֹנָי ربي أو سيدي) هو التفاف على ذكر لفظ يهوه، الاسم الشخصي للإله في التناخ

## أدون وأدوناي (مكتوب)
الشكل الأساسي للكلمة هو אדון أدون («الرب»). موثقة باللهجة الشمالية الغربية الكنعانية الفينيقية وفي اللهجة الكنعاينة الجنوبية العبرية، ويمكن أن تشير في الكتاب المقدس العبري إلى إنسان (على سبيل المثال، تكوين 45: 8) فضلًا عن إله إسرائيل (على سبيل المثال، خروج 34: 23). يتم استخدام صيغة الجمع بنفس المعنى (على سبيل المثال للإنسان، تكوين 42: 33 ولإله إسرائيل تثنية 10: 17).
ادني אדני ويحرك אֲדֹנָי ادوني مكتوب (כְּתִיב) نحو 400 مرة في التناخ ويشير دائمًا إلى إله إسرائيل (على سبيل المثال، تكوين 15: 2 و 18: 26) ويرد كذلك في وليس فقط في حالات أخرى. وهو يتميز حرف العلة الأخير عن صيغة אֲדֹנַי ادوناي، «سادتي» (تكوين 19: 2).

## أدوناي (مقروء)
ثبت باكرًا في قراءة النصوص التوراتية لفظ ادوناي بأنه القراءة البديلة السائدة (קְרֵי) للذكر اسم إله يهوه، حتى لا يساء استخدامه عن سهو التزاما بالوصية الثالثة «للَا تَنْطِقْ بِٱسْمِ يَهْوَهَ إِلٰهِكَ بَاطِلًا» (سفر الخروج 20: 7). لذلك أضاف الماسوريون حروف العلة للكلمة ادوناي التي تلفظ ولا تكتب، عادةً في شكل مختصر، إلى الرباعي (التتراغرام) يـ ـهـ ـو ه ، أي حروف العلة المكتوبة ولكن لا تلفظ لاسم الله (يهوه المكتوب). اثر ذلك على الغالبية العظمى، لأكثر من 6500 مرة ورد فيها التتراغرام (يـ ـهـ ـو ه) في التناخ. والاستثناءات الوحيدة هي نحو 300 حالة التي كتبت وقرأت مباشرة قبل أو بعد التتراغرام كلمة ادوناي (أي كما في تكوين 15: 2 אדני יהוה، الرَّبُّ يَهْوَه. أو يَهْوَهُ ٱلرَّبُّ יהוה אדני في حبقوق 3: 19). في هذه الحلالات توجد قراءة بديلة: لكي لا يُقرأ ادوناي ادوناي كما لو أن الكلمة نفسها كتبت مرتين، يجب أن يُقرأ هنا ايلوهيمאֱלֹהִים (اللهم) بدلاً من التتراغرام، وهذا بدوره يدل عليه الحركات (יְהוִה مع حيريق  חיריק تحت الواو، لحرف العلة ي في المقطع الأخير من إلوهيم).

## ادوناي في الصلاة اليهودية
نظرًا لأن اليهود لا ينطقون بالاسم الإلهي الصريح «يهوه» بدافع من قداسته، فإنهم يتبعون تقاليد القراءة هذه في تلاوة التوراة ويستخدمون أيضًا ادوناي بدلاً من اسم الله في الصلاة. ونظرًا لأن ادوناي يُنظر إليه الآن على أنه اسم مقدس من خلال استخدام كاسم لله في العبادة، فقد ساد استخدامه خارج العبادات لذكر اسم الله بصيغة هاشِم («الاسم»). يستبدل بعض اليهود المتدينين ادوناي في المحادثة اليومية بصيغة ادوشِم، وهي مزيج من ادوناي وهاشِم. إلا أن هذا التعبير يُنتقد أيضًا لأنه لا معنى له وبالتالي فهو غير محترم.

## روابط الويب
- J. Cornelis de Vos: Herr / Adonaj / Kyrios. In: Michaela Bauks, Klaus Koenen, Stefan Alkier (Hrsg.): Das wissenschaftliche Bibellexikon im Internet (WiBiLex), Stuttgart 2006 ff.